# Bruno Antonio Quintavalle
Bruno Antonio Quintavalle, conte di Monasterolo d'Adda (Sassari, 4 aprile 1891 – Milano, 25 aprile 1974), è stato un dirigente d'azienda italiano.

## Biografia
Nacque a Sassari il 4 aprile 1891, dal docente e storico Ferruccio e della di lui moglie Ida Frulli, di cui era il secondo di quattro figli.
Diplomato in scienze economiche al Regio Istituto di Studi Commerciali di Milano, frequentò successivamente il Politecnico di Londra, e nella capitale britannica, nel periodo 1908-11, lavorò come impiegato presso la locale sede dell'azienda meccanica statunitense Babcock & Wilcox. Tornato in Italia, trovò impiego alla Società Anonima Ercole Marelli.
Quintavalle prese parte alla prima guerra mondiale nell'arma di artiglieria del Regio Esercito, dove raggiunse il grado di capitano. Durante un combattimento riportò una ferita alla testa e fu più tardi decorato al valor militare. Durante il periodo di convalescenza, conobbe Paola Marelli (che sposerà nel 1920), figlia dell'industriale Ercole, suo datore di lavoro.
Alla fine della guerra, la Marelli gli affidò la direzione del reparto dedicato alla produzione dei magneti per automobili. Nel 1919, da questo reparto sorse una nuova società, la FIMM - Fabbrica Italiana Magneti Marelli, di cui lo stesso Quintavalle ebbe affidato il ruolo di direttore generale.
Dopo la morte del suocero avvenuta nel 1922, Quintavalle assunse la carica di amministratore delegato della Magneti Marelli, e la conduzione delle sue consociate sorte successivamente, come la Radiomarelli (produzione apparecchi radiofonici, 1930), la FIVRE (produzione valvole termoioniche, 1932) e la MABO (commercializzazione magneti MM e Bosch, 1935). Nel 1924, la Casa del Fascio di Sesto San Giovanni - dove aveva sede la fabbrica Magneti Marelli - conferì a Quintavalle la tessera ad honorem del Partito Nazionale Fascista.
Nel 1938, in riconoscimento dei suoi meriti nel campo industriale e per il sostegno alle politiche autarchiche del regime fascista, con Regio Decreto del 15 aprile dell'anno medesimo, ebbe concesso il titolo trasmissibile di I conte di Monasterolo d'Adda dal re Vittorio Emanuele III d'Italia.
Nel 1941, il Conte Quintavalle fu espulso dal PNF per ordine del federale di Milano, Andrea Ippolito, per aver definito "matto esaltato" un dipendente della Magneti Marelli, militare, fratello di un caduto della Grande Guerra e con un altro fratello alle armi, che gli inviò una lettera in cui esprimeva il suo appoggio al regime fascista e l'ingresso dell'Italia nella seconda guerra mondiale. Due anni più tardi, nel 1943, subì un arresto da parte delle autorità della Repubblica Sociale Italiana. Al termine del secondo conflitto mondiale, il suo nome figurò tra quelli messi in elenco dall'Ufficio dell'epurazione del CLNAI, e ciò malgrado non fu destinatario di alcun provvedimento di epurazione.
Nel dopoguerra riprese a condurre le aziende del Gruppo Marelli, che conservò fino alla morte, avvenuta a Milano il 25 aprile 1974 all'età di 83 anni. Della Magneti Marelli conservò la carica di presidente anche dopo l'acquisizione della totalità delle sue quote da parte della FIAT. Altri incarichi ricoperti sono stati quello di consigliere di amministrazione della Compagnia Generale Telemar e di membro del consiglio direttivo del Centro di Studio per la Fisica delle Microonde del CNR.

### Vita privata
Bruno Antonio Quintavalle, I conte di Monasterolo d'Adda, fu sposato dal 1920 con Paola Marelli, figlia dell'industriale Ercole, da cui ebbe tre figli, Ferdinanda († 2013), Maddalena detta Madeda († 2015) e Uberto Paolo (1926-1997).